# Patricia Plattner
Pour les articles homonymes, voir Plattner.
Patricia Plattner, née le 22 janvier 1953 à Genève et morte le 5 septembre 2016, est une réalisatrice suisse.
Elle a créé en 1985 sa maison de production, Light Night Production.

## Biographie
Patricia Plattner naît en 1953 à Genève. Elle fait des études d'histoire de l'art à l'Université, puis obtient en 1975 le diplôme de l'École supérieure d'art visuel. 
En 1979, elle fonde à Carouge avec deux artistes, Yves-Aloys Robellaz, dit Aloys, et Philippe Deléglise, le collectif des «Studios Lolos».
Son film Les Petites Couleurs sort en DVD en 2002.

## Distinctions
Patricia Plattner reçoit le Mérite carougeois, Prix de sa commune de résidence Carouge, en 2003. La petite salle de projection du cinéma carougeois Bio, dont elle faisait partie du comité de soutien, porte son nom.

## Filmographie
- 1986 : La Dame de Pique, fiction, 22 min.
- 1987 : Poisons
- 1989 : Piano Panier ou la recherche de l'Équateur, fiction, 95 min.
- 1990 :  Des tableaux qui bougent, portrait de Georges Schwizgebel, documentaire, 43 min.
- 1991 :  Le sismographe, la lune et le léopard, David Streiff dix ans de Locarno, documentaire, 50 min.
- 1993 : Le Hibou et la Baleine, Nicolas Bouvier, tiré d'un livre de Nicolas Bouvier, documentaire, 57 min.
- 1994 : Le Livre de cristal, d'après le roman de Claude Delarue.
- 1996 :  Hôtel Abyssinie, documentaire, 61 min.
- 1998 : Made in India, documentaire, 92 min.
- 1999 : Maestro! Maestro! Herbert von Karajan, documentaire, 85 min.
- 2002 : Les Petites Couleurs, long métrage avec Anouk Grinberg, Bernadette Lafont et Philippe Bas, fiction, 94 min.
- 2004 : Les Dieux ne meurent jamais, documentaire, 52 min.
- 2005 : Carnets de valse: Vienne - Paris - Lima, documentaire, 55 min.
- 2006 : Sketches of Kerala / Le temps des marionnettes, documentaire, 52 min.
- 2008 : Malgré tout, documentaire, 83 min.
- 2009 : Bazar, long métrage avec Bernadette Lafont, Pio Marmaï et Lou Doillon, fiction, 103 min.